# 선종영가집 (서울특별시 유형문화재 제452호)
선종영가집(禪宗永嘉集)은 서울특별시 중랑구, 법장사에 있는 책이다. 2019년 8월 1일 서울특별시의 유형문화재 제452호로 지정되었다.

## 지정 사유
중국 당나라 선승인 영가 현각(永嘉玄覺, 665~713)이 지은 대표적인 저서 가운데 하나로 8세기 초에 찬술되었으며, 법장사 소장본은 1572년 부여 임천(林川) 지역의 김론번(金論番) 댁에서 판각된 것이다. 희귀한 자료로서 동일한 판본은 2~3종에 불과하다. 개인이 판각한 것으로 중요한 의미를 갖고 있고 발문과 간기 등이 붙어 있는 완전한 형태를 갖추고 있으며, 본문 내용에 구결이 묵서 되어 있는 등 학술적 가치가 있으므로 서울시 유형문화재로 지정할 가하다고 판단된다.

## 조사보고서
『증도가(證道歌)』을 비롯하여 『관심십문(觀心十門)』등 여러 저서들이 있는데 현각이 남긴 작품들이다. 당나라 경주자사(慶州刺史) 위정(魏靜)이 현각의 가르침을 받아 입지(立志)로부터 수선(修禪) 요결(要訣)에 이르기까지 편집한 것이다. 또한 송나라 용산(龍山) 석벽사문(石壁沙門) 행정(行靖)이 주(註)를 달고, 진(晉)나라 수사문(水沙門) 정원(淨源)이 수정과 (修定科)하고, 고려말 조선초에 승려로 활약한 함허당(涵虛堂) 득통(得通) 기화(己和, 1376~1433)가 설의(說誼)한 수행 지침도서이다. 함허당은 호이고 득통은 법명이며 기화는 이름이다. 속성은 유씨(劉氏)이다.
『선종영가집(禪宗永嘉集)』은 여러 판본이 있다. 1381년(고려우왕7)에 충주 청룡사본(靑龍寺本), 1464년(세조10) 간경도감본(刊經都監本), 1495년(연산군1)본, 1499(연산군5) 합천 석수암본(石守庵本), 1525년(중종20) 순천 대광사본(大光寺本), 1568년(선조1) 보은 복천사본(福泉寺本), 1570년(선조3) 지리산 신흥사본(神興寺本), 1575년(선조8) 장연(長淵) 천불사본(千佛寺本) 등이 전래되고 있다.
지정 대상본은 1572년 부여 임천(林川) 지역의 김론번(金論番) 댁에서 판각한 불경이다. 형태서지학적으로 살펴보면, 표지는 개장하여 5침안정법으로 제책한 선장본으로 표지를 넘기면 ‘선종영가집서설(禪宗永嘉集序說)’이 1張으로 되어 있는데 앞면 가운데에 사각형 도장이 찍혀있다. 그 도장의 내용은 <唐津郡印>으로 어떤 이유로 찍혔는지는 알 수 없으나 근래에 찍은 것으로 보이며 충남 당진군과 밀접한 관계가 있을 것으로 보인다. 이어서 ‘선종영가집서(禪宗永嘉集序)’5張이 나오고, 바로 이어서 上卷이 시작하는데, 장차는 ‘張七’부터 시작하여 ‘張四十四’로 끝나38張으로 구성되어 있다. 下卷은 48張이며 手書刻발문이 1張, 그리고 이어서 刻手秩을 포함 간기가 새겨져 있는 1張으로 구성되어 총 95張으로 되어 있다.
책 크기는 23.9x17.7cm이다. 판식은 四周單邊半郭17.8x13.8cm, 無界, 11行19字, 大黑口, 內向 黑魚尾이며 현토(懸吐)는 墨書하였다. ‘序說’의 판심제는 ‘涵虛堂序’이고 序의 판심제는 ‘永嘉集序’로 되어 있으며 卷上과 卷下는 각각 ‘永嘉集卷上’, ‘永嘉集卷下’로 되어 있다. 판심아래쪽에 해당 張次가 표기되어 있으며, 특히 발문의 판심제와 장차는 ‘永下一’로 되어 있고, 간행지의 판심제와 장차는 ‘永二下’라 되어 있다. 책지(冊紙)는 비교적 엷은 닥종이(楮紙)를 사용했고 상태는 대체로 양호하다. 특징적인 것으로는 본문 내용 중간 중간 변란 밖에 시주자들의 명단이 새겨져 있는데 모두 20명이다. 初刷한 것이 아니며 이른 시기에 후쇄한 것으로 보인다.
[卷末]
-跋文: 嘉靖壬子(1552)春二月上澣五峯山人松月堂逸愚謹跋
-刊記: 移于恩津土雙溪寺留板化主省熙隆慶六年壬申(1572)二月日林川土金論番家刻
-施主者: 毛老非兩主등 41명 수록
-刻手秩: 惠淳, 德海, 空黙
-鍊板: 印正등 14명 수록
『선종영가집(禪宗永嘉集)』은 국보로 지정된 것이 없으며 보물이 6점, 시도유형문화재 등이 7점이 지정되어 있다. 자세한 것은 지정현황을 참조하면 된다. 본 지정 대상본은 개인이 판각한 것으로 매우 중요한 의미를 갖고 있고, 또한 발문과 간기 등이 붙어 있는 완전한 형태를 갖추고 있기 때문에 서울시 유형문화재로서 충분한 가치를 갖고 있다고 사료된다.
◇ 보물 및 시도유형문화재 지정 현황
| 문화재                | 지정번호 | 문화재명                                                    | 소재지       | 권책수 | 발간연대          |
| --------------------- | -------- | ----------------------------------------------------------- | ------------ | ------ | ----------------- |
| 보물                  | 641호    | 선종영가집 (禪宗永嘉集)                                     | 아단문고     | 1책    | 1381년(고려우왕7) |
| 보물                  | 774-1호  | 선종영가집(언해) (禪宗永嘉集(諺解))                         | 동국대도서관 | 2권2책 | 1464년            |
| 보물                  | 774-2호  | 선종영가집(언해) (禪宗永嘉集(諺解))                         | 경남 산청군  | 2권2책 | 1464년            |
| 보물                  | 774-3호  | 선종영가집(언해) (禪宗永嘉集(諺解))                         | 대구 남구    | 2권4책 | 1464년            |
| 보물                  | 1163호   | 선종영가집(언해) 권하 (禪宗永嘉集(諺解)卷下)                | 서울 종로구  | 1권1책 | 1495년            |
| 보물                  | 1297호   | 선종영가집 (禪宗永嘉集)                                     | 서울 종로구  | 2권1책 | 1472년            |
| 부산광역시 유형문화재 | 35호     | 선종영가집 (禪宗永嘉集)                                     | 부산 범어사  | 1책    | 1525년, 1542년    |
| 강원도 유형문화재     | 179호    | 고성 극락암 선종영가집(언해) (高城 極樂庵 禪宗永嘉集(諺解)) | 강원 고성군  | 1권1책 | 조선시대          |
| 전라북도 유형문화재   | 228호    | 남원 백련사 선종영가집 언해 (南原 白蓮寺 禪宗永嘉集 諺解)   | 전북 남원시  | 1책    | 조선시대          |
| 충청북도 유형문화재   | 256호    | 선종영가집 (禪宗永嘉集)                                     | 충북 단양군  | 2권1책 | 1575년            |
| 경기도 유형문화재     | 262호    | 선종영가집 언해권상 (禪宗永嘉集 諺解卷上)                   | 경기 성남시  | 1책    | 조선시대          |
| 서울특별시 유형문화재 | 376호    | 선종영가집(언해) (禪宗永嘉集(諺解))                         | 서울 관악구  | 2책    | 조선시대          |
| 부산광역시 문화재자료 | 74호     | 고불사 선종영가집 (古佛寺 禪宗永嘉集)                       | 부산 기장군  | 2권1책 | 조선시대          |

지정 대상본은 1572년 충청도 부여 임천에서 개인이 판각하여 간행한 『禪宗永嘉集』으로써 희귀한 자료이며 이와 동일한 판본은 2~3종에 불과하다. 본문 내용 변란 밖에 20명의 시주자들 이름이 새겨져 있고, 권말에 따로 간행을 주도한 省熙와 각수 惠淳등의 이름이 있으며, 간행 배경을 설명하고 있는 발문이 있는 등 완전한 형태를 갖추고 있다. 한편 본문 내용에 구결이 묵서되어 있는 등 학술적 가치가 있기 때문에 서울시 유형문화재로 지정할 충분한 가치가 있다고 판단된다.

## 참고 문헌
- 선종영가집 - 국가유산청 국가유산포털